# Anse-Rouge
Anse-Rouge, in creolo haitiano Ans Wouj, è un comune di Haiti facente parte dell'arrondissement di Gros-Morne nel dipartimento dell'Artibonite.
Questo comune ha un piccolo ospedale e diverse scuole. L'infrastruttura è poco sviluppata. Le strade sono pessime. Ci vogliono due ore per arrivare a Les Gonaïves, e sei ore per arrivare alla capitale Port-au-Prince. Non c'è elettricità, né la polizia né i mezzi pubblici. L'infrastruttura esistente è stata in parte distrutta nel 2004 dall'uragano Jeanne.